# Paul Taffanel
Claude Paul Taffanel, född 16 september 1844 i Bordeaux, död 22 november 1908 i Paris, var en fransk flöjtist och dirigent.
Taffanel studerade vid Conservatoire de Paris, vann rykte som sin tids främste flöjtist, spelade i Jules Pasdeloups orkester och var medstiftare av kammarmusiksällskapet för blåsinstrument i Paris, omkring 1880. Han blev 1889 lärare i flöjt- och orkesterspel vid nämnda konservatorium, anförde konservatoriekonserterna från 1893 och utnämndes samma år till förste kapellmästare vid L'Opéra Garnier i Paris. Han invaldes 1900 som ledamot av Kungliga Musikaliska Akademien i Stockholm.